# Una spremuta speciale
Una spremuta speciale (Brain Juice) è il settantaquattresimo racconto della collana Piccoli brividi, dello scrittore statunitense R. L. Stine.

## Trama
La storia comincia con un prologo: due alieni orribili dalle fattezze mostruose con tentacoli, denti aguzzi e due bocche, di nome Gobbul e Morggul, si sono rintanati nella dispensa della cucina della casa dello scienziato Frank King per trovare un modo per sottomettere il genere umano usando una sostanza di loro invenzione.
A questo punto la storia comincia con i protagonisti, i dodicenni Nathan Nichols e la sua sorellastra Lindy Gomez, che si recano da loro zio Frank King per ottenere una sostanza che li renda più intelligenti, visti i loro scarsi risultati scolastici. Logicamente, non potendo fornire ai nipoti una simile bevanda, dà loro dell'innocuo succo d'uva con sopra l'etichetta "Superconcentrato per il cervello", dicendo loro che se bevuto aumenta le capacità cerebrali, sperando che i due invece si convincano che l'unico modo per ottenere risultati scolastici soddisfacenti sia solo lo studio. In realtà, poco prima, Gobbul e Morggul, desiderosi di consegnare al loro imperatore due schiavi umani intelligenti, avevano sostituito l'innocuo succo d'uva con una vera sostanza per aumentare le capacità intellettive. Nathan e Lindy bevono la sostanza e, di fatto, risultano essere più intelligenti in tutto ciò che fanno, a tal punto di venire addirittura banditi dalla loro scuola perché troppo geniali. In breve tempo diventano famosi e il governo decide di prenderli per fare loro dei test ma i due fuggono, venendo poi catturati dai due alieni Gobbul e Morggul, che li portano sulla loro astronave diretti al loro pianeta natale. Là vengono portati dinanzi all'imperatore ma, poiché da lui ritenuti non idonei, vengono riportati sulla Terra, mentre Gobbul e Morggul vengono vaporizzati.

## Edizioni
- R. L. Stine, Una spremuta speciale, traduzione di Cristina Scalabrini, collana Piccoli brividi, Arnoldo Mondadori Editore, 2000,  p. 158, ISBN 88-04-48548-5.